# 基布宰格杜兽属
基布宰格杜兽属（学名：Glibzegdouia）为畸齿鬣兽科的一个属。

## 下属物种
本属包括以下物种：
- 塔拜勒巴拉基布宰格杜兽 Glibzegdouia tabelbalaensis Crochet et al., 2001